# چرکه برگه
چرکه برگه،(به انگلیسی:Kjerkeberget) نام تپه ای در منطقهٔ جنگلی نوردمارکا، در شمال اسلو در مرز با شهرستان لونر است. این تپه با قله ای به ارتفاع ۶۳۱ متر بالاتر از سطح دریا، بلندترین نقطه، در پایتخت نروژ است. بخش عمدهٔ ناحیه ای که به نام چرکه برگه، شناخته می‌شود، ارتفاعی حدود ۳۰۰ تا ۵۰۰ متر بالاتر از سطح دریا دارد. چرکه برگه، در حوضهٔ آبریز از جمله، رودخانهٔ آکرس الوا قرار دارد.
این تپه، یکی از مکان‌های مورد توجه علاقه مندان به راهپیمایی و اسکی سواری در حوالی اسلو است.